# Randy Orton
Randal Keith ("Randy") Orton (Knoxville (Tennessee), 1 april 1980) is een Amerikaans acteur en professioneel worstelaar die sinds 2001 actief is in de World Wrestling Entertainment. 
Orton is een 14-voudig WWE World Heavyweight Champion , geldt over het algemeen als een van de beste professioneel worstelaars aller tijden en wordt beschouwd als een van de invloedrijkste professioneel worstelaars van zijn generatie.
Orton won twee keer de Royal Rumble, in 2009 en 2017. Daarnaast is Orton een voormalig WWE Intercontinental Champion , WWE United States Champion  en WWE World Tag Team Champion , waarbij hij de 22e Grand Slam Champion was in de geschiedenis. In 2002, op 22-jarige leeftijd, maakte Orton zijn debuut in een van de grote shows van de federatie: Friday Night SmackDown!. Op 15 augustus 2004 werd een 24-jarige Orton de jongste World Heavyweight Champion (de houder van de "Golden Belt", de voormalige gouden wereldtitelriem van de federatie WWE) in de geschiedenis na een overwinning tegen Chris Benoit bij het evenement SummerSlam.
Orton debuteerde in 2000 als professioneel worstelaar te St. Louis (Missouri), waar zijn familie toen ook actief was. Zijn debuut in de televisieshows van WWE — medio maart 2002 — volgde erg kort op het einde van het Attitude Era, een bloeiende periode voor WWE (1997–2002). Orton maakte deze periode actief niet meer mee. Wel werd toen zeer snel duidelijk dat hij een grote ster binnen het milieu kon worden en hij over veel kwaliteiten bleek te beschikken. Hij draagt de bijnamen "The Legend Killer" , "The Viper" ("de adder")  en "The Apex Predator". Hij werd op 15 december 2013 de eerste WWE World Heavyweight Champion sinds de naamsverandering van WWF naar WWE in mei 2002, toen het World Heavyweight Championship werd geünificeerd met het WWE Championship; een wedstrijd tegen John Cena.
Orton bezette reeds tweemaal de belangrijkste wedstrijd van WrestleMania. Hij vertolkte namelijk de hoofdrol bij de evenementen WrestleMania XXV in 2009 en WrestleMania XXX in 2014. Telkenmale betrof het een wedstrijd voor het WWE Championship, in 2009 als de uitdager van Triple H en in 2014 als de titelverdediger. In 2003 en 2004 was een jonge Orton samen met Dave Batista lid van Evolution, de worstelgroep van zijn mentors Triple H en Ric Flair.
Orton is een professioneel worstelaar van de derde generatie, wat niet zelden doch ook weer niet zo vaak voorvalt. Ortons grootvader, Bob Orton Sr. (1929–2006), vader ”Cowboy” Bob Orton en oom Barry “O” Orton (1958–2021) waren professioneel worstelaars. Hij is anno 2023 een van de laatst overgebleven showworstelaars uit het expliciete Ruthless Aggression Era (2002–2008) van de World Wrestling Entertainment.

## Professioneel worstelcarrière (2000-)

### Training (2000-2001)
In 2000 maakte de 1,96 meter grote Orton zijn worsteldebuut op de Mid-Missouri Wrestling Association-Southern Illinois Conference Wrestling (MMWA-SICW) in Saint Louis, een zijtak van de historische St. Louis Wrestling Club. Hij werd getraind door zijn vader, "Cowboy" Bob Orton. Daarnaast trad hij op als scheidsrechter bij World Organized Wrestling (WOW), waar zijn oom Barry Orton actief was.

### World Wrestling Federation/Entertainment (WWF/E) (2001-heden)

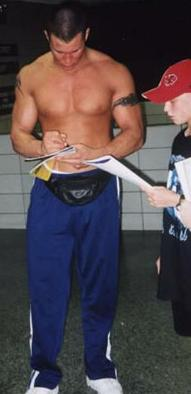
Orton deelt een handtekening uit aan een jonge fan, 2002

#### Opleiding (2000-2001)
In 2001 sloot Orton een overeenkomst met World Wrestling Entertainment (WWE) en werd doorgestuurd naar hun opleidingscentrum Ohio Valley Wrestling (OVW) in Louisville, waar hij zijn training voortzette. In zijn periode bij de OVW worstelde Orton tegen onder anderen Brock Lesnar, Rico Constantino en The Prototype (John Cena). Hij won twee keer het 'OVW Hardcore Championship' door Mr. Black te verslaan op 14 februari 2001 en Flash Flanagan op 5 mei 2001.

#### Debuut bijSmackDown!enRaw(2002-2003)
Ortons eerste officiële wedstrijd als professioneel worstelaar voor WWE dateert van 16 maart 2002, bij het evenement WrestleMania X8's Fan Axxess (NB: niet het eigenlijke evenement WrestleMania X8, maar een promotioneel evenement dat jaarlijks aan WrestleMania voorafging), waar hij werd gevloerd door Tommy Dreamer. Ortons eerste televisiewedstrijd kwam er tegen Hardcore Holly tijdens een aflevering van de wekelijkse show Friday Night SmackDown! op 25 april 2002. Orton won uiteindelijk deze wedstrijd. Aanvankelijk speelde Orton de rol van face (fan favoriet). Omwille van zijn populariteit zou hij gedurende zijn loopbaan afwisselend de rol van "face" en heel (slechterik) invullen.
In september 2002 werd Orton overgeheveld naar het maandagavondprogramma Raw, waar hij Stevie Richards versloeg bij zijn debuut. Enkele weken later liep Orton een armblessure op, waardoor hij maandenlang aan de kant stond. Tijdens zijn herstelperiode presenteerde Orton het fictieve praatprogramma "Randy News Network", waarin Orton het wekelijks had over zijn conditie op dat moment.
Orton speelde voortaan de rol van een narcistische en egocentrische "heel" (schurk). Orton werd door waarnemers reeds geboekstaafd als de "beste heel aller tijden" of als de "definitie van een heel".

#### Evolution (2003-2004)

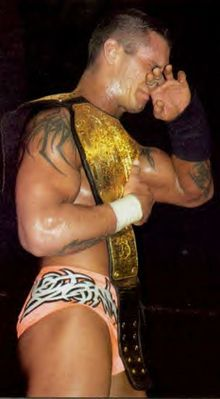
Orton als World Heavyweight Champion op 15 augustus 2004

Na hersteld te zijn verklaard van de blessure trad Orton in de worstelgroep 'Evolution', die bestond uit Triple H, Ric Flair en Dave Batista. "Evolution" werd zijn doorbraak als entertainmentworstelaar. De groep domineerde in 2003 en 2004, met een triomf bij het evenement Armageddon (december 2003). Bij dat evenement kwam elk (mannelijk) kampioenschap van de show Raw namelijk in het bezit van 'Evolution'. Orton won het WWE Intercontinental Championship met een overwinning tegen Rob Van Dam. Worstellegende Mick Foley ("Mankind" en "Cactus Jack") was de gastscheidsrechter.
Orton was zeven maanden de houder van het WWE Intercontinental Championship, de langste periode in zeven jaar tijd. Op 11 juli 2004 verloor Orton het Intercontinental Championship aan Edge, bij het evenement Vengeance. Voorts cultiveerde hij met 'Evolution' het nummer Line in the Sand door Motörhead, hetwelke de groep immers koos als themalied.
In 2003 hielp Randy Orton regelmatig Triple H toen die laatste in het bezit was van het World Heavyweight Championship. Orton was volgens de verhaallijn de protegé van Triple H, werd door hem de hemel in geprezen als zijnde de toekomst van de WWE.
Net als Triple H nam Orton in augustus 2003 deel aan de zeskoppige Elimination Chamber match voor het World Heavyweight Championship bij het evenement SummerSlam. Orton werd geëlimineerd door Goldberg, maar Triple H verdedigde met succes het kampioenschap. Orton ontwikkelde de persona "The Legend Killer", wat hem verder heeft grootgebracht als entertainmentworstelaar.
Orton vernederde meerdere grootheden uit de worstelwereld. Met de hulp van mentor Ric Flair versloeg hij Shawn Michaels bij het evenement Unforgiven in september 2003; de eerste van vele wedstrijden gepromoot als Legend versus Legend Killer.
In november 2003 was Orton te zien bij het evenement Survivor Series; de traditionele "5-tegen-5 Survivor Series Elimination Tag Team match". Orton werd door Eric Bischoff, voormalig eigenaar van de organisatie World Championship Wrestling (WCW) gekozen voor zijn team. Orton en co, onder wie Chris Jericho en Christian, namen het op tegen "Team Stone Cold Steve Austin" (o.a. Booker T en Shawn Michaels). Ze wonnen deze wedstrijd en Steve Austin diende op te stappen als de fictieve General Manager van de maandagshow Raw.
Begin 2004 kreeg Orton het aan de stok met de semi-gepensioneerde worstellegende Mick Foley. In december 2003 daagde hij Foley uit, maar die weigerde. Orton dreef vervolgens de spot met Foley en begon filmpjes te verspreiden waarin hij Foley als een lafaard afschilderde. Foley sloot zich aan bij Dwayne "The Rock" Johnson, beter bekend als Rock 'n' Sock Connection. Eind januari 2004 elimineerde Mick Foley hem uit de Royal Rumble bij het gelijknamig evenement, waarbij Foley echter ook zichzelf elimineerde. Orton en Foley gingen samen over het bovenste touw. Foley viel Orton daarna verder aan buiten de ring. Orton, Flair en Batista wonnen in maart 2004 van The Rock en Foley bij het evenement WrestleMania XX, anno 2022 de enige ontmoeting tussen Orton en The Rock. In april 2004 stonden Orton en Foley (als zijn karakter "Cactus Jack") alweer tegenover elkaar bij het evenement Backlash, deze keer met Ortons Intercontinental Championship op het spel. Ook nu trok Foley aan het kortste eind. De wedstrijd is een klassieker omdat Orton met de regie instemde en vrijwillig met zijn rug in punaises landde. Foley sprak lovend over hem in juli 2020: "Mezelf een pak rammel zien krijgen van Randy Orton? Daar geniet ik vandaag nog steeds van". Op 26 juli 2004 won Orton een 20-koppige battle royal, door als laatste Chris Jericho te elimineren. Op die manier werd hij eerste uitdager voor het World Heavyweight Championship.
[...] And Randy Orton. The business in his blood. Third Generation Superstar, the man has every gift a man can be given. Raw, raw genetic talent. Randy Orton is the diamond, Randy Orton is the coal that will be sqeezed into the next diamond. – [...] En Randy Orton. De industrie [professioneel worstelen] in zijn bloed. Worstelaar van de derde generatie. De man heeft alle gaven die een man kan krijgen. Rauw, rauw genetisch talent. Randy Orton is de diamant, Randy Orton is de steenkool die in de volgende diamant zal worden geperst.
Op 15 augustus 2004 versloeg Randy Orton Chris Benoit voor het World Heavyweight Championship bij het evenement SummerSlam. Een toen 24-jarige Orton was de jongste worstelaar die het presteerde een World Heavyweight Championship te winnen. Een dag later, op 16 augustus 2004 versloeg Orton Benoit opnieuw om het World Heavyweight Championship en "Evolution" leek dat uitbundig te gaan vieren. Met name tijdens een aflevering van het programma Raw. Batista droeg Orton daarna op zijn schouders. Triple H stak eerst zijn duimen omhoog, waarna hij die plots omlaag bewoog. Orton werd aangevallen en uit de groep gegooid. Een week later spuugde Orton in het gezicht van zijn leermeester. Op 30 augustus 2004 debuteerde Orton als "The Legend Killer" met eigen themamuziek "Burn In My Light" uitgevoerd door de hardrockband Mercy Drive. Orton was echter absoluut geen fan van dat nummer: "Ik haatte dat nummer vanaf de eerste dag." Niettemin zou hij vier jaar op de tonen van "Burn In My Light" naar de ring wandelen. Orton streed tegen Triple H om het World Heavyweight Championship, hetwelke Orton in september 2004 moest doorgeven aan Triple H bij het evenement Unforgiven.

#### Post-'Evolution' (2004-2005)

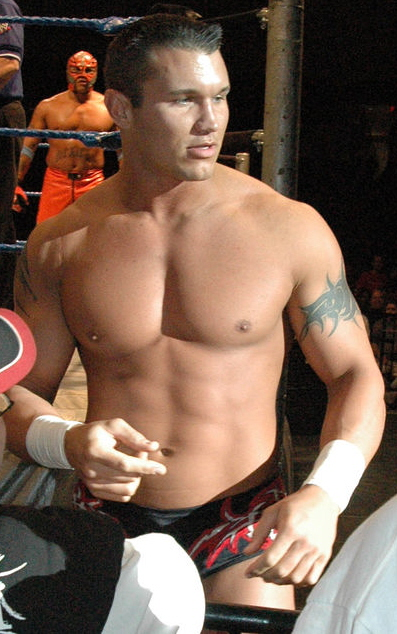
Orton in 2005

Orton vormde met Maven, Chris Jericho en Chris Benoit een team bij het evenement Survivor Series om te bepalen wie een maand lang mocht dienstdoen als 'General Manager' van Monday Night Raw. "Team Triple H" nam het op tegen "Team Orton". Bij het evenement Survivor Series, eind november 2004, vatte hij de wedstrijd aan in alternatieve worstelkledij en droeg een broekje (jargon: trunks) dat andere texturen bevatte dan zijn gekende logo (voor Ortons logo, zie foto's). Hij droeg dezelfde kledij nogmaals een dag later tijdens een uitzending van Monday Night Raw, waarna hij terug overschakelde naar zijn bekende uitrusting. Orton won de wedstrijd voor zijn team.
Op 9 januari 2005 kreeg Orton weer uitzicht op het vacante World Heavyweight Championship. Hij nam deel aan een thans vermaarde Elimination Chamber match bij het eerste evenement van het jaar 2005, het evenement New Year’s Revolution gehouden in Puerto Rico, tegen Triple H, Chris Benoit, Edge, Batista en Chris Jericho. Orton verloor nadat hij als laatste door Triple H werd geëlimineerd.
Orton slaagde er niet in het World Heavyweight Championship te heroveren van Triple H bij het evenement Royal Rumble op 30 januari 2005. Toen de opmars (jargon: push) van Dave Batista zich volop ontplooide, werd de rol van Orton heel even geminimaliseerd. Hij had op het scherm een affaire met Stacy Keibler en kreeg ook op een weinig succesvolle wijze ruzie met Christian en Tyson Tomko; deze vetes waren al snel weer voorbij doch Orton en Christian ontmoetten elkaar opnieuw in de lente en zomer van 2011.

#### The Undertaker (2005)
Nadat "Superstar" Billy Graham hem had geadviseerd “to go where no wrestler has gone before” (te gaan waar geen worstelaar voorheen was geweest), daagde Orton veteraan The Undertaker uit voor een treffen bij het evenement WrestleMania 21 en claimde opportunistisch dat hij hem zou verslaan en daardoor zijn ongeslagen winstreeks zou beëindigen.
Orton voerde zijn fameuze afwerkingsbeweging "RKO" (jargon: "Jumping Cutter") uit op Jake "The Snake" Roberts tijdens een aflevering van de talkshow van Chris Jericho, de "Highlight Reel". Roberts wilde hem waarschuwen voor The Undertaker. Twee weken later viel hij The Undertaker aan dankzij een afleidingsmanoeuvre van zijn vader, "Cowboy" Bob Orton. Ondanks inmenging van zijn vader Bob werd Orton toch verslagen door The Undertaker.
Orton was even buiten strijd met een wezenlijke schouderblessure. Orton versloeg The Undertaker bij het evenement SummerSlam, nadat zijn vader (die was vermomd als een fan) The Undertaker had afgeleid. Orton kondigde op 5 september 2005 vol zelfvertrouwen aan dat hij "een pensioenfonds zou openen voor The Undertaker", maar die laatste was niet onder de indruk.
Orton en The Undertaker begonnen elkaar te tergen door een doodskist te gebruiken. Het leidde ertoe dat Orton en zijn vader tegen The Undertaker worstelden bij het evenement No Mercy in een "Casket match" (NB: eerste worstelaar die in een doodskist eindigt en de kist wordt dichtgeslagen, verliest). Ze versloegen The Undertaker nadat Bob Orton hem had verblind met het schuim van een brandblusser, waardoor zijn zoon de kans kreeg om hem met een klapstoel te slaan. Ze stopten The Undertaker opnieuw in de kist, staken deze in brand en sloegen The Undertaker ook met een bijl. Bij het evenement Survivor Series in november 2005 verving Orton de plots aan een hartaanval overleden Eddie Guerrero bij 'Team SmackDown!'. Orton was de laatste 'overlever' voor zijn team; hij elimineerde Shawn Michaels als laatste. Terwijl Orton dit vierde na de wedstrijd, verscheen The Undertaker ten tonele en verjoeg Orton uit de ring.
Later propte Orton The Undertaker in de kofferbak van Eddie Guerrero’s lowrider en stak de auto in brand waarna deze "ontplofte". The Undertaker speelde psychologische spelletjes met Orton in de weken erna, wat leidde tot een ultieme Hell in a Cell match bij het evenement Armageddon in december 2005. Op 16 december 2005 lokte hij The Undertaker naar de ring om zijn eigen "pensioen" bekend te maken; een sluwe truc om The Undertaker aan te vallen. Toen The Undertaker naar de ring wandelde met zijn druïden, bleef een van de druïden buiten de ring staan. The Undertaker was hierdoor afgeleid en zo wist Orton een "RKO" op hem uit te voeren. De "druïde" onthulde zichzelf als Bob Orton, die zijn zoon een vaas toestopte. Orton sloeg The Undertaker met de vaas. Orton werd opnieuw verslagen door The Undertaker bij het evenement Armageddon in december 2005.

#### Ruzie met Rey Mysterio (2006)
Twee weken na het evenement Armageddon aanvaardde Orton het aanbod om de geblesseerde King Booker te vervangen in diens vijfde van een "beste van zeven"-serie tegen Chris Benoit, waarin het WWE United States Championship op het spel stond. Omdat King Booker drie van de reeds gevochten wedstrijden had gewonnen, hoefde hij Benoit slechts één keer te verslaan om zo de winst van Booker T over te nemen.
In feite was Orton plaatsvervangend houder van het United States Championship namens Booker T (NB: niet voor zichzelf). Hij won de titel pas in februari 2018. Orton verloor van Benoit met dank aan de vrouw van King Booker, Sharmell. Hij worstelde de week erna opnieuw tegen Benoit, maar verloor nadat Orlando Jordan zich met de wedstrijd had bemoeid ten voordele van Benoit. Op 27 januari 2006 moest Orton opnieuw de duimen leggen voor Benoit in een "No Holds Barred"-wedstrijd (NB: wedstrijd zonder regels).
Op 29 januari 2006 nam Orton deel aan de traditionele Royal Rumble. Hoewel hij als nummer 30 binnenkwam, werd Orton geëlimineerd door tweede deelnemer Rey Mysterio. Tijdens de daaropvolgende aflevering van SmackDown! daagde Orton hem uit voor het United States Championship. Mysterio accepteerde de uitdaging.
In aanloop naar het evenement No Way Out sprak Orton controversiële taal over Eddie Guerrero, die begin november 2005 tragisch overleed aan de gevolgen van een hartaanval. Hiermee provoceerde hij Guerrero's boezemvriend Rey Mysterio. Het was destijds een gedurfde zet van WWE, aangezien de dood van Guerrero nog fris in het geheugen zat (ook bij fans).
Orton versloeg Rey Mysterio bij het evenement No Way Out, waardoor hij een kans kreeg op het WWE World Heavyweight Championship bij het evenement WrestleMania 22. Mysterio werd ineens toegevoegd aan de wedstrijd, waardoor het een driegevecht (jargon: triple threat) werd tussen Orton, Mysterio en World Heavyweight Champion Kurt Angle. Orton protesteerde, maar was ook blij omdat de titel van Angle op het spel stond. Angle verloor de titel, meer bepaald omdat Orton werd verslagen door Rey Mysterio.

##### Schorsing na druggebruik
Op 4 april 2006 stuurde WWE de wereld in dat hij 60 dagen op non-actief was gezet vanwege 'onprofessionaliteit'. Drie dagen later verklaarde Orton in een interview met WWE.com: "my conduct was unbecoming of a champion, which is what I will be again when I return" (mijn gedrag was kampioen onwaardig, en ik zal weer kampioen zijn als ik terugkom). WWE had aanvankelijk gelogen over de ernst van de feiten en verklaarde dat Orton een gebroken enkel had opgelopen tijdens opnames van SmackDown!. Kort daarvoor werd Orton daadwerkelijk door Angle uitgeschakeld in de eerste ronde van het King of the Ring-toernooi (met de submissionbeweging "Ankle Lock" van Angle).
In juli 2006 onthulde Orton dat hij was geschorst vanwege het roken van marihuana achter de schermen van SmackDown!. Orton bracht vier weken door in rehabilitatie om zijn woede te beheersen in Atlanta, Georgia, VS.

##### Optredens bij ECW & Hulk Hogan
Orton keerde terug op 5 juni 2006, tijdens een aflevering van Raw, en viel Kurt Angle aan. Dit leidde tot een wedstrijd bij het evenement ECW One Night Stand. Vier dagen voor het evenement One Night Stand maakte Orton op 7 juni 2006 zijn opwachting bij het WWE vs. ECW Head to Head-evenement. Orton verloor van Angle bij het evenement One Night Stand , maar verzilverde een herkansing bij het evenement Vengeance. De wedstrijd is een klassieker tussen Orton en Angle.
Rond juli 2006 raakte Orton slaags met legende Hulk Hogan door te flirten met Hogans 18-jarige dochter Brooke. Hun ruzie culmineerde in een gevecht bij het evenement SummerSlam in augustus 2006, waar Hogan zegevierde. Het was de laatste ophefmakende wedstrijd van Orton als "The Legend Killer". Orton worstelde bij het evenement Unforgiven tegen Carlito, een "mindere God" in vergelijking met Hogan. Orton versloeg Carlito.
Op 10 september 2006 faalde Orton voor een drugstest, maar werd deze keer minder zwaar gestraft.

#### Rated-RKO (2006-2007)

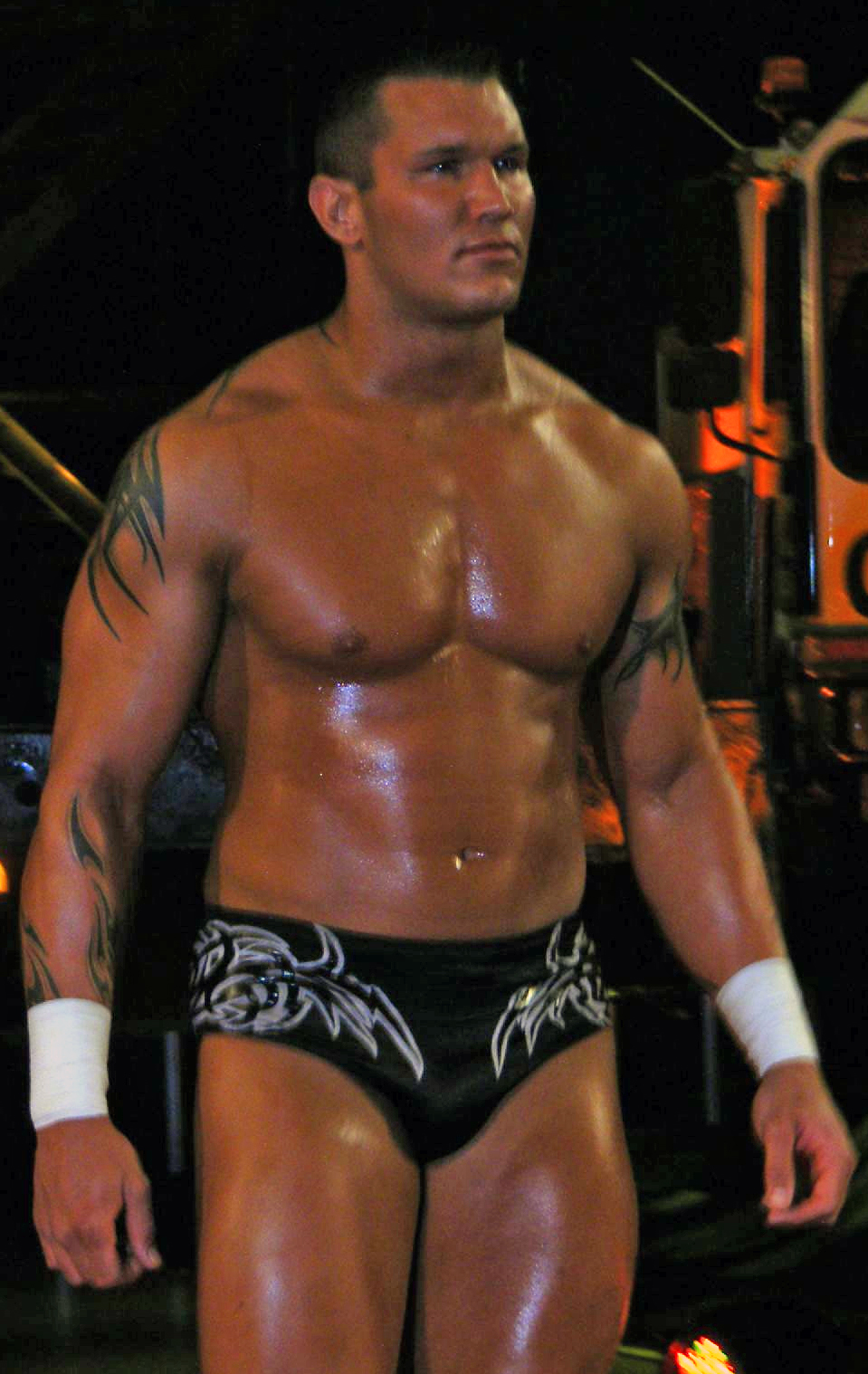
Randy Orton bij het evenement One Night Stand in juni 2007

In het najaar van 2006 stichtte Orton het tag team “Rated-RKO” met Edge. De naam is een woordspeling op "Rated R Superstar", de bijnaam van Edge, en Ortons afwerkingsbeweging "RKO". Samen wonnen ze een keer het WWE World Tag Team Championship na winst tegen Ric Flair en Roddy Piper tijdens een uitzending van Monday Night Raw in het Engelse Manchester op 13 november 2006.
Orton en Edge vestigden hun aandacht op D-Generation X (Triple H & Shawn Michaels) bij het evenement Survivor Series in november 2006. Een traditionele Survivor Series 5-tegen-5 eliminatiewedstrijd. Team DX nam het op tegen Team Rated-RKO. Team DX bestond uit CM Punk en The Hardy Boyz (Jeff en Matt Hardy). "Rated-RKO" kon rekenen op de steun van John Morrison ("Johnny Nitro"), Gregory Helms en Mike Knox. Ze verloren deze wedstrijd.
Triple H scheurde zijn rechterquadriceps af tijdens een confrontatie tussen “Rated-RKO” en D-Generation X (Triple H en Shawn Michaels) bij het evenement New Year's Revolution op 7 januari 2007. Hierdoor miste Triple H het grootste deel van het jaar inclusief WrestleMania 23, nog steeds de enige editie die professioneel worstelaar en vertolker Paul Levesque miste door blessureleed. Rated-RKO zette de ruzie verder tegen John Cena en Shawn Michaels. Rated-RKO speelde de titels kwijt aan Michaels en Cena. Voordat Triple H geblesseerd raakte, worstelde Rated-RKO tegen Triple H en Michaels bij het evenement Cyber Sunday. Ze wonnen deze wedstrijd.
Nadat John Cena begin april 2007 het WWE Championship behield tegen Shawn Michaels bij het evenement WrestleMania 23, waar Orton zelf deelnam aan de Money in the Bank Ladder Match doch die verloor, daagde hij Cena rechtstreeks uit voor zijn titel bij het evenement Backlash (eind april 2007). Net als Edge en opnieuw Michaels (die een herkansing tegoed had). Hij verloor en Cena verlengde ook nu zijn titel. De wedstrijd, een "Fatal-4-Way match" met vier tegenstanders, groeide uit tot een klassieker. Orton verloor in juni 2007 een "Stretcher match" van Rob Van Dam bij het evenement One Night Stand (NB: eerste worstelaar die op een brancard belandt en een lijn overschrijdt, verliest). In augustus 2007 verloor hij van WWE Champion John Cena bij het evenement SummerSlam. In september 2007 kon hij de titel niet overnemen van Cena bij het evenement Unforgiven.

#### Eerste periodes als WWE Champion & The Legacy (2007-2010)

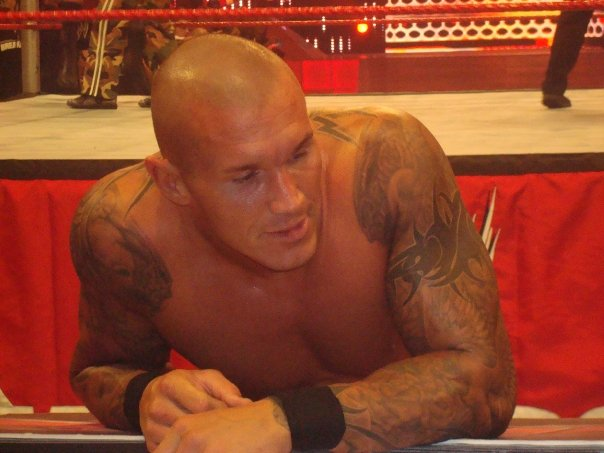
Randy Orton met geschoren coupe, in 2009

Bij het evenement No Mercy, in oktober 2007, daagde Triple H hem uit. Het kwam tot een wedstrijd om het WWE Championship, dat aan Triple H toebehoorde. Orton veroverde het WWE Championship van kampioen Triple H. Later richtten Orton, Cody Rhodes en Ted DiBiase een team op genaamd The Legacy, waarna ze pittige duels uitvochten met D-Generation X (Triple H & Shawn Michaels). Daaronder een verloren Hell in a Cell match door DiBiase en Rhodes zonder Orton (zie onder) bij het inaugurele gelijknamig evenement.
In de lente van 2008 had Orton een militaire haarcoupe en veranderde zijn gimmick naar "The Viper", een afwachtend maar gewetenloos karakter dat zoals zijn bijnaam doet vermoeden als een adder (slang in het algemeen) een prooi besluipt en aanvalt. In april 2008 won Orton als de regerende WWE Champion van Triple H en John Cena bij het evenement WrestleMania XXIV. Orton behield de titel eerder tegen Jeff Hardy bij het evenement Royal Rumble in januari 2008. Nog eerder verdedigde hij de titel met succes tegen Shawn Michaels bij het evenement Survivor Series (november 2007)  en tegen Chris Jericho bij het evenement Armageddon (december 2007). Zijn toekomstige grote rivaal op het scherm Cena lag destijds in de lappenmand. In januari 2008 keerde Cena verrassend (lees: vervroegd) terug uit blessure bij het evenement Royal Rumble en won de Royal Rumble. Hij verklaarde toen Orton te viseren om het WWE Championship terug te winnen. Dat plan van Cena zou dus mislukken en ook Triple H verloor van Orton in het driegevecht bij WrestleMania.
Orton liet op 12 mei 2008 nieuwe themamuziek op de wereld los en stopte met "Burn In My Light" door Mercy Drive. Het nummer "Voices" begeleidde hem voortaan naar de ring, met een voor Orton typerend geworden openingssalvo "I hear voices in my head, they council me, they understand, they talk to me". "Voices" werd uitgevoerd door de rockband Rev Theory en is anno 2021 nog steeds Ortons themamuziek. Een maand na Ortons overwinning tegen Triple H en Cena bij WrestleMania, heroverde Triple H de titel van Orton bij het evenement Backlash in een "Fatal 4 Way match". John Cena en John "Bradshaw" Layfield waren Ortons andere uitdagers. Bij het evenement Judgment Day behield Triple H de titel tegen Orton in een steel cage match; een klassieker tussen Orton en Triple H volgens waarnemers. Dit was tevens Ortons laatste pay-per-view waarbij hij te zien was met zijn oorspronkelijke "Tribal"-tatoeages voor hij deze met enkele nieuwe tatoeages liet bedekken. Op 1 juni 2008 verloor Orton het WWE Championship uiteindelijk aan Triple H in een "Last Man Standing match" bij het evenement One Night Stand (NB: eerste worstelaar die niet binnen 10 seconden opstaat, verliest). Orton liep bij het evenement One Night Stand een wezenlijke sleutelbeenblessure op, waardoor de verhaallijn voortijdig werd beëindigd.
In het voorjaar van 2009 was Orton terug van de sleutelbeenblessure en in januari 2009 won hij als "The Viper" voor het eerst in zijn carrière de Royal Rumble. Vier maanden later vertolkte hij de hoofdrol bij het evenement WrestleMania XXV, waar hij verloor van Triple H in volgens sommige fans een van de slechtste headliners aller tijden en waarbij Triple H een paar weken eerder op fictieve wijze Ortons huis binnenviel met zijn karaktistieke voorhamer. Daarbij joeg Triple H Orton en zijn vrouw Samantha, gespeeld door de pornoactrice Laura Croft, de stuipen op het lijf. The Undertaker en Shawn Michaels tekenden bij het evenement WrestleMania XXV voor een van de beste duels in de geschiedenis van de WWE, waardoor Orton en Triple H in de marge kwamen te staan. Bij het evenement Backlash, dat altijd na WrestleMania volgde, won Orton dan toch het WWE Championship van Triple H, na het winnen van een "Six Man Tag Team match" met zijn team The Legacy (Cody Rhodes & Ted DiBiase Jr.) tegen Triple H, Shane McMahon en Dave Batista.
Orton verdeelde en heerste sindsdien over het WWE-landschap, was meer dan ooit een hoofdact en titelde meerdere pay-per-views. Op 26 juli 2009 behield Orton het WWE Championship tegen Cena en Triple H bij het evenement Night of Champions. In augustus 2009 behield Orton het WWE Championship tegen Cena bij het evenement SummerSlam, nadat de wedstrijd meermaals kayfabe werd herstart. Op 13 september 2009 verloor hij een "I Quit" match van Cena bij het éénmalig gehouden evenement Breaking Point, waardoor Cena de titel van hem overnam. Op 4 oktober 2009 begon Orton aan een nieuwe heerschappij bij het inaugurele evenement Hell in a Cell; Orton won een Hell in a Cell match tegen John Cena en werd opnieuw kampioen. Op 25 oktober 2009 verloor Orton van Cena in een Iron Man match bij het evenement Bragging Rights, waardoor Cena de titel heroverde. Tijdens de Raw-aflevering van 14 september 2009 moest Orton zijn meerdere erkennen in Batista, die terugkeerde na maandenlang blessureleed.

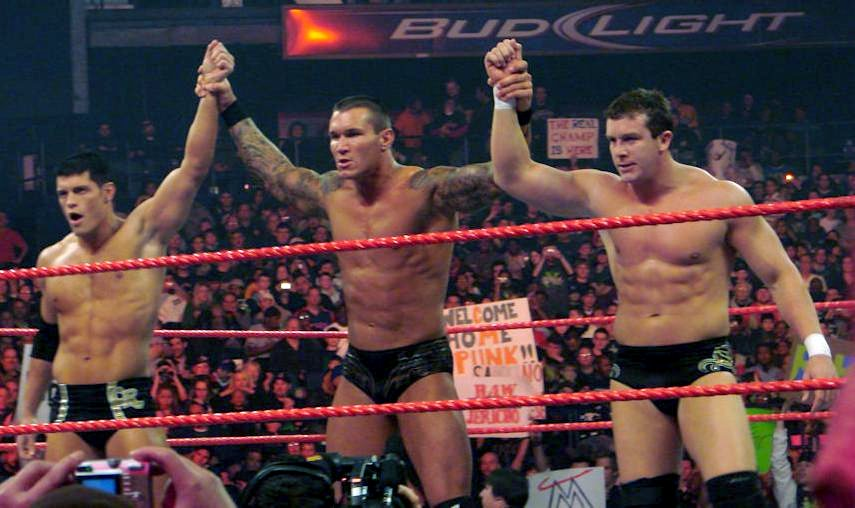
Orton (midden) met Cody Rhodes en Ted DiBiase als The Legacy

Uiteindelijk viel "The Legacy" (Orton, Rhodes en DiBiase) spectaculair uit elkaar, met name bij het inaugurele evenement Elimination Chamber, waar het WWE Championship van titelhouder Sheamus op het spel stond. DiBiase kostte Orton de overwinning tijdens de tiende Elimination Chamber match in de geschiedenis, hoewel DiBiase zelf ook mededinger was. John Cena won de titel. Orton, Cody Rhodes en Ted DiBiase keken elkaar vervolgens in de ogen bij het evenement WrestleMania XXVI. Orton won daar de wedstrijd.
Bij het evenement Night of Champions, in september 2010, won Orton een Six-Pack Challenge voor het WWE Championship van Edge, John Cena, Chris Jericho, Wade Barrett en toenmalig kampioen Sheamus. Bij het evenement Hell in a Cell versloeg hij Sheamus opnieuw in een Hell in a Cell match.
Bij het evenement Bragging Rights moest Orton de titel verdedigen tegen Wade Barrett en haalde zijn slag thuis, waardoor Cena (kayfabe) werd ontslagen. Barrett had Cena's lot namelijk in handen. Orton was niet helemaal tevreden over de uitkomst. Hij versloeg Barrett namelijk via diskwalificatie en dus niet 'clean', doordat Cena zich met de wedstrijd moeide. Als resultaat gaf hij zowel Barrett als Cena een "RKO". Bij het evenement Survivor Series behield Orton het WWE Championship tegen Barrett. John Cena was de gastscheidsrechter.
Op 23 november 2010 versloeg Orton Barrett opnieuw voor het WWE Championship, maar The Miz diende toen zijn Money in the Bank-koffer succesvol in en nam de titel over van Orton.

#### World Heavyweight Championship & nieuwe schorsing (2011-2012)
In het voorjaar van 2011 won Orton twee keer van CM Punk bij een pay-per-viewevenement, en versloeg hem achtereenvolgens bij de evenementen WrestleMania XXVII en Extreme Rules – bij dat laatste evenement in een "Last Man Standing match".
Tijdens een opname van het vrijdagavondprogramma SmackDown! op 3 mei 2011 (uitgezonden op 6 mei 2011) versloeg Orton Christian en veroverde als dusdanig voor het eerst sinds 2004 het World Heavyweight Championship. Op 22 mei 2011 won Orton eveneens van Christian bij het evenement Over the Limit en verlengde zijn titel. Op 17 juli 2011 won Christian van Orton bij het evenement Money in the Bank, wat gebeurde via diskwalificatie omdat Orton Christian in de edele delen sloeg. Diskwalificatie is een regel die stelt dat een titel niet van houder verandert. De regel werd voor deze wedstrijd echter speciaal opgeheven, zodat Orton de titel toch kon verliezen. Christian was de nieuwe World Heavyweight Champion. In augustus 2011 heroverde Orton het World Heavyweight Championship van Christian bij het evenement SummerSlam, een klassieker tussen Orton en Christian. In september 2011 verloor hij de titel aan Mark Henry bij het evenement Night of Champions. Een maand later verloor Orton alweer van World Heavyweight Champion Henry in een Hell in a Cell match bij het gelijknamig evenement. Tussendoor versloeg Orton zijn voormalige bondgenoot "Dashing" Cody Rhodes bij het evenement Vengeance. Rhodes was destijds de WWE Intercontinental Champion, maar zijn titel stond niet op het spel.
Orton verloor op 1 april 2012 van Kane bij het evenement WrestleMania XXVIII. Hij nam het op 29 april 2012 andermaal op tegen Kane bij het evenement Extreme Rules en won ditmaal wel. Op 20 mei 2012 nam Orton deel aan een "Fatal 4 Way match" voor het World Heavyweight Championship dat aan Sheamus toebehoorde, met name bij het evenement Over the Limit. Orton verloor deze wedstrijd, Sheamus bleef kampioen. Alberto Del Rio en Chris Jericho waren de andere deelnemers. Tien dagen later, op 30 mei 2012, raakte bekend dat Orton voor de tweede keer werd geschorst. Dit nadat Orton betrapt werd op het gebruik van testosteron en andere verboden middelen. Orton keerde op 30 juli 2012 terug bij de maandagavondshow Raw.
Ortons eerste pay-per-viewevenement na zijn korte schorsing was evenwel pas het evenement Night of Champions op 16 september 2012, waar hij Dolph Ziggler versloeg na iets minder twintig minuten. In augustus 2012 werd Orton namelijk uit de programmatie voor het evenement SummerSlam geweerd, volgens waarnemers een grove vergissing van WWE. Stemmen gingen niettemin op als zou Orton toch een verrassingsoptreden geven, wat niet gebeurde. In oktober 2012 versloeg Orton Alberto Del Rio in de openingswedstrijd van het evenement Hell in a Cell. Een maand later, op 18 november 2012, maakte hij deel uit van "Team Foley" bij het evenement Survivor Series, een traditionele "5 tegen 5 Elimination Tag Team match" (team van zijn voormalige rivaal Mick Foley, die zelf niet meer worstelde). Ortons team werd uitgedaagd door een team dat werd aangevoerd door Dolph Ziggler. "Team Ziggler" won de wedstrijd. Medio december 2012 was Orton afwezig bij het evenement Tables, Ladders and Chairs. Orton verdween uit beeld omdat hij kayfabe werd geblesseerd door de worstelgroep The Shield (Seth Rollins, Dean Ambrose & Roman Reigns) om "The Shield" er imposanter te laten uitzien.

#### The Authority (2013-2015)

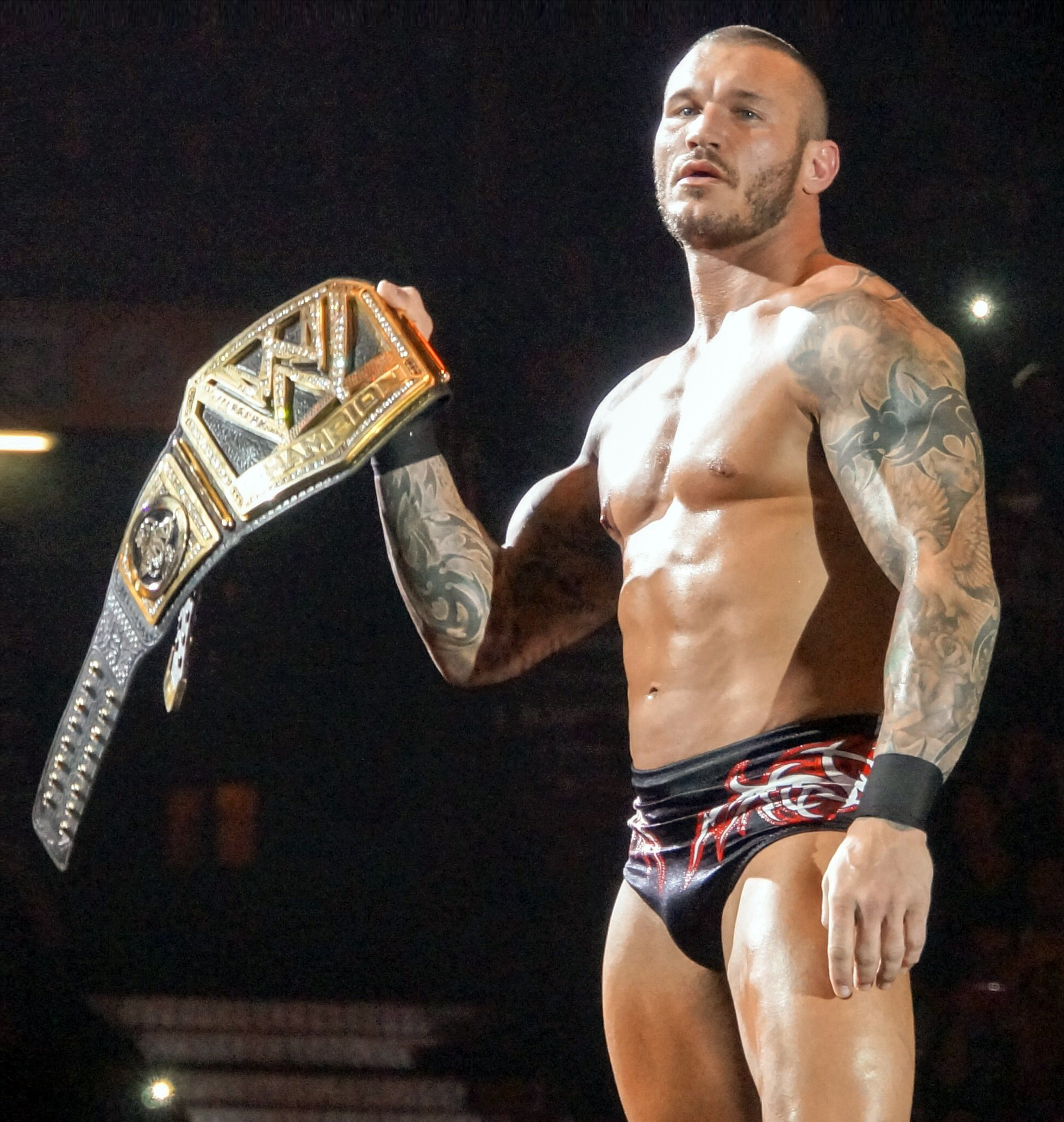
Randy Orton als WWE World Heavyweight Champion in 2014

Op 27 januari 2013 keerde Orton verrassend terug op televisie bij het evenement Royal Rumble, als zesentwintigste deelnemer in de traditionele Royal Rumble. Hij werd geëlimineerd door Ryback en John Cena won de wedstrijd. Op 17 februari 2013 nam "The Viper" deel aan een Elimination Chamber match bij het gelijknamig evenement, maar verloor. De winnaar kreeg een kans op het WWE World Heavyweight Championship. Dit was uiteindelijk Jack Swagger. Begin april 2013 vormden Orton, Sheamus en Big Show een team bij het evenement WrestleMania 29. Orton, Sheamus en Big Show verloren echter hun wedstrijd tegen The Shield (Seth Rollins, Dean Ambrose & Roman Reigns). Ze waren allen "slachtoffers" van The Shield (ze werden in het verleden door hen aangevallen), maar konden geen weerwraak nemen. Bij het evenement Extreme Rules, op 19 mei 2013, versloeg hij superzwaargewicht Big Show in een "Extreme Rules match" (NB: een wedstrijd waarbij allerhande wapens zoals een klapstoel of een honkbalknuppel mogen worden gebruikt). Een maand later streed "The Viper" na meer dan zes jaar nog eens voor het WWE Tag Team Championship. Bij het inaugurele evenement Payback verzuimden hij en Daniel Bryan echter de kampioenen "The Shield" (Seth Rollins en Roman Reigns) de titelriemen afhandig te maken. Orton won op 14 juli 2013 voor het eerst in zijn loopbaan een Money in the Bank ladder match bij het gelijknamig evenement, wat Orton recht gaf op een titelkans op het WWE Championship wanneer hij dat zelf wilde. De federatie maakte duidelijk dat ze weer grote plannen had met Orton. Op 18 augustus 2013, bij het evenement SummerSlam, deed men zijn plannen uit de doeken. "The Viper" maakte voor het eerst sinds 2010 een ommezwaai wat betreft zijn karakter en Orton speelde weer de rol van slechterik (jargon: heel turn). Hij gebruikte namelijk zijn Money in the Bank-koffer met succes tegen Daniel Bryan, die het WWE Championship pas had gewonnen van John Cena. Daarbij definitief Bryan verradend, nadat ze eerder in 2013 "hard werden aangepakt" door The Shield. Gastscheidsrechter Triple H viel Daniel Bryan plots aan, zodat Orton zijn zevende wereldtitel kon pakken.
Orton werd door de familie McMahon liefkozend de "Face of the Company" ("Face of WWE") genoemd, inclusief bedrijfseigenaar Vince McMahon. De McMahons, met Triple H als voornaamste tegenstander van Bryan, achtten de "onverzorgde" Bryan onwaardig als kampioen en als "gezicht van het bedrijf". Orton affilieerde zich met de nieuwe 'The Authority', de corrupte worstelgroep van de fictieve COO (Chief Operating Officer) Triple H en Stephanie McMahon met veel (fictieve) bedrijfsmacht. Triple H en Orton kenden elkaar als bondgenoten van hun periode bij Evolution en Triple H plaatste net zoals toen zijn volle vertrouwen op de schouders van Orton.
Bij het evenement Night of Champions, medio september 2013, moest Orton het kampioenschap afstaan aan Bryan. Die laatste werd de titel echter afgenomen omdat Triple H bemerkte dat de volgens hem door Bryan "omgekochte" scheidsrechter Scott Armstrong te snel had geteld tijdens het pinnen (NB: pinfall, manier om de wedstrijd te winnen; de scheidsrechter moet drie keer tegen de mat hebben geslagen en de schouders van tegenstander liggen drie tellen tegen de mat). Orton verwachtte dat hij de titel zou terugkrijgen, wat niet gebeurde. Triple H oordeelde dat Orton en Bryan ervoor moesten vechten bij het evenement Battleground op 6 oktober 2013. Die wedstrijd eindigde onbeslist doordat Big Show tevoorschijn kwam en beiden knock-out sloeg. Met dank aan de acties van de gefrustreerde Big Show kon opnieuw geen kampioen worden aangeduid. Orton daagde Bryan nogmaals uit voor het WWE Championship, dit keer op 27 oktober 2013 bij het evenement Hell in a Cell in een gelijknamige wedstrijd. Orton veroverde het WWE Championship met de hulp van de gastscheidsrechter Shawn Michaels, die zijn oud-leerling Bryan plots aanviel. Bryan werd non-fictief getraind door Michaels tijdens zijn opleidingstraject binnen WWE, maar Michaels verried Bryan omdat zijn vriendschap met Triple H te sterk was. Bij het evenement Survivor Series behield "The Viper" het WWE Championship tegen Big Show.
Op 15 december 2013 schreef Orton opnieuw geschiedenis. Hij was de eerste WWE World Heavyweight Champion sinds de naamsverandering van "World Wrestling Federation" in "World Wrestling Entertainment" in mei 2002. Bij het evenement Tables, Ladders and Chairs klopte Orton zijn generatiegenoot en eeuwige rivaal John Cena en verenigde na meer dan tien jaar het WWE Championship met het World Heavyweight Championship (dat vooraf aan Cena toebehoorde) om – evenwel op een later tijdstip – één titelriem te bekomen. Twee maanden later won "The Viper" de Elimination Chamber match door bij het gelijknamig evenement zijn vijf uitdagers te verslaan; namelijk Cesaro, Christian, Daniel Bryan, John Cena en Sheamus. "The Authority"-lid Kane had Orton wel een handje geholpen. Orton behield als zodanig het WWE World Heavyweight Championship en verzekerde zich van een plaatsje in de hoofdwedstrijd van WrestleMania XXX.
Orton diende het daar op te nemen tegen Royal Rumble-winnaar Dave Batista. Zijn voormalige bondgenoot van bij Evolution, die sinds de zomer van 2010 een acteercarrière in Hollywood nastreefde, keerde medio januari 2014 terug bij de federatie. De belangrijkste wedstrijd van het evenement WrestleMania XXX, op 6 april 2014, werd prompt gewijzigd in een driegevecht (NB: jargon; triple threat) omdat Bryan eerder bij dat evenement had gewonnen van Triple H. Bryan en Triple H, de twee aartsvijanden in de verhaallijn, kwamen eind maart 2014 al tot de overeenkomst dat de winnaar een plaatsje verdiende in de titelwedstrijd. Bryan versloeg ten slotte regerend kampioen Orton en diens andere uitdager Batista, waardoor Bryan het WWE World Heavyweight Championship veroverde (de twee geünificeerde titelriemen van Orton). Orton verloor na 161 dagen de titel. Enkele weken later viel 'The Authority' ("Corporate" Kane, Batista en Orton) alweer Bryan aan, die klaarstond om zijn titel te verdedigen tegen Triple H. Voordat Triple H hem kon verslaan, verstoorde de worstelgroep The Shield (Dean Ambrose, Roman Reigns en Seth Rollins) de boel. Orton werd net als de anderen uit de ring geworpen.

##### Reünie van Evolution (2014)
Dit alles was uiteindelijk de aanleiding voor een reünie van Ortons worstelgroep van weleer Evolution, wat geschiedde op 14 april 2014. "Evolution" werd aangewend als geheim strijdplan tegen de worstelgroep The Shield (Seth Rollins, Dean Ambrose & Roman Reigns), die "The Authority" de rug toe hadden gekeerd als hun lijfwachten. Triple H, Dave Batista en de voormalige "Legend Killer" Orton kwamen opnieuw bij elkaar, maar de inmiddels gestopte Ric Flair was de grote afwezige. Die laatste gaf wel kort een gastoptreden op 28 april 2014, doch Flair moedigde The Shield aan. Flair keerde zich tegen "Evolution". Ook hun vertrouwde cultiverende themalied Line in the Sand door Motörhead weerklonk opnieuw.
Zowel bij het evenement Extreme Rules als het evenement Payback verloor "The Apex Predator" met 'Evolution' van The Shield. Op 2 juni 2014, een dag na het evenement Payback, bleef Orton loyaal aan Triple H, maar Batista vertrok opnieuw toen fictief COO Triple H hem geen herkansing voor het WWE World Heavyweight Championship van Daniel Bryan aanbood. Orton viel "The Shield"-leden Roman Reigns en Dean Ambrose met een klapstoel aan, nadat Seth Rollins zijn vrienden had verraden voor eigenbelang (carrièreplanning naar eigen zeggen) en zich had aangesloten bij 'The Authority'.

##### Vertrek bij The Authority (2014-2015)
Op 29 juni 2014 nam Orton deel aan de Money in the Bank ladder match voor een kans op het diezelfde avond vacant gestelde WWE World Heavyweight Championship ("The Authority" en dan met name Stephanie McMahon ontnam Daniel Bryan alweer de titel), bij het gelijknamig evenement. Seth Rollins won de Money in the Bank-koffer  en John Cena profiteerde optimaal van de situatie tussen The Authority en Daniel Bryan. Cena won namelijk een tweede Ladder match die bij het evenement werd georganiseerd, rechtstreeks met het kampioenschap van Bryan op het spel. Bryan werd echter gedwarsboomd door "The Authority" (Orton, Triple H en co), waardoor Cena kon profiteren. Eind juli werd Orton aangevallen door Roman Reigns, waardoor hij een kans op het WWE World Heavyweight Championship misliep. Een week later nam hij wraak, wat leidde tot een wedstrijd bij het evenement SummerSlam. Orton verloor daar van Reigns. Bij het evenement Night of Champions versloeg Orton Chris Jericho. Orton begon rond deze tijd in de gaten te krijgen dat Triple H stilaan Rollins als belangrijker begon te beschouwen dan hijzelf, wat voor spanning zorgde. Eind oktober 2014 verloor Orton van John Cena in een Hell in a Cell match bij het gelijknamig evenement; een wedstrijd om aan te duiden wie de uitdager zou worden van de toenmalige WWE World Heavyweight Champion Brock Lesnar. Deze wedstrijd is nog altijd de laatste pay-per-viewwedstrijd tussen Orton en Cena; in de Verenigde Staten had een hele generatie naar beide worstelaars opgekeken.

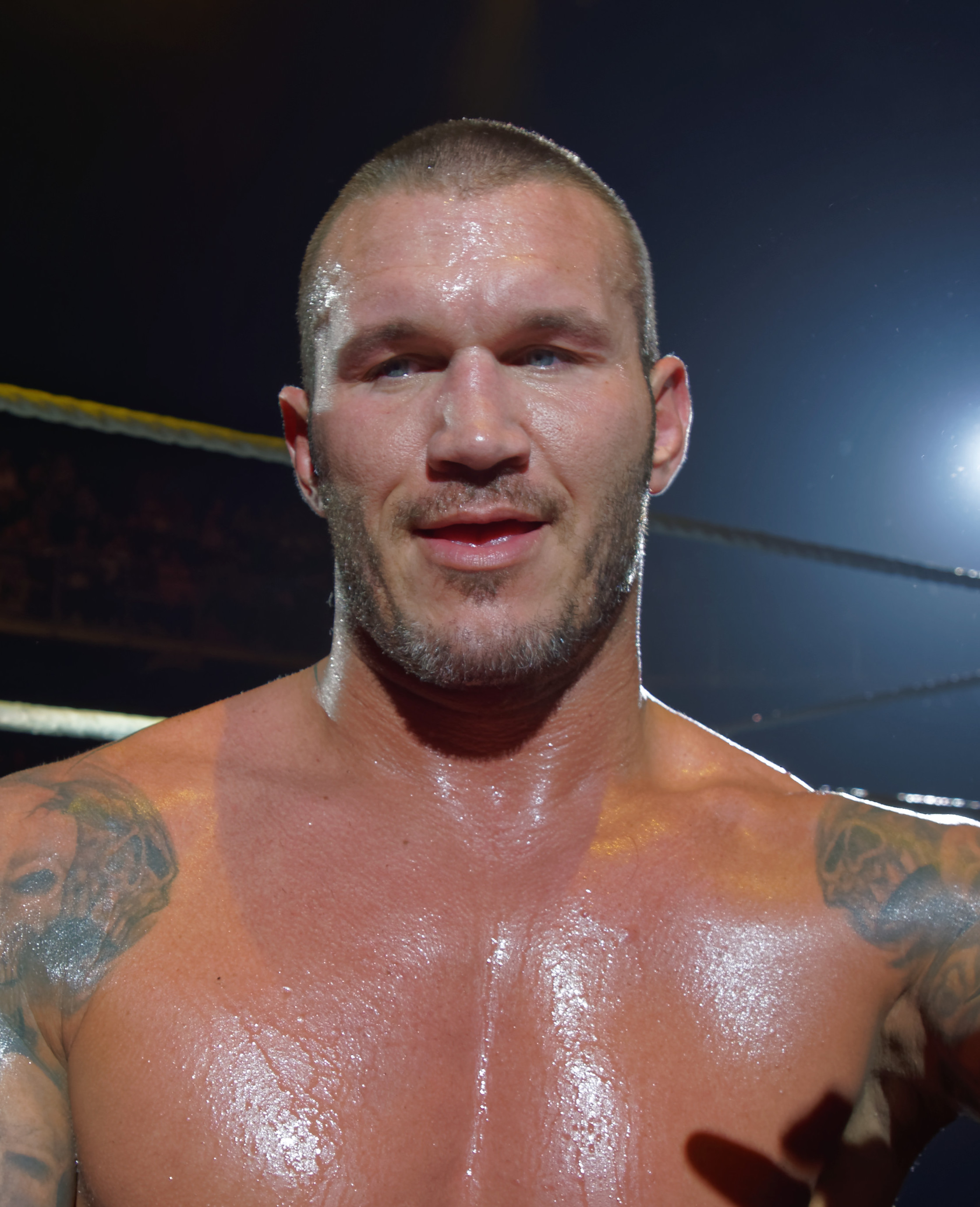
Orton in 2015

Toen Ortons groep "The Authority" hen wilde aanvallen, behoedde Orton zowel Erick Rowan, Ryback als Dolph Ziggler voor een pak slaag. Hij deelde een "RKO" uit aan Jamie Noble en Joey Mercury (J&J Security), de persoonlijke security van Seth Rollins, en de fictieve hoge bedrijfsfiguur Kane. Dit speelde zich af bij het evenement Fastlane in februari 2015. Orton stapte als dusdanig definitief uit "The Authority" en werd weer een protagonist (NB: jargon; een face). Orton werd nog vergeefs benaderd door Triple H om de spons te vegen over de recente gebeurtenissen. Rollins, gebombardeerd tot de nieuwe jonge posterboy, was eind november 2014 de teamkapitein van "The Authority" bij het evenement Survivor Series. "Team Authority" keek daarbij "Team Cena" in de ogen in de traditionele "5 tegen 5 Elimination Tag Team match". Orton maakte toen nog deel uit van "The Authority", maar de relatie tussen Orton en "The Authority" was al sterk vertroebeld. John Cena, die zelf een team samenstelde tegen "The Authority", wilde de suprematie van "The Authority" in de kiem smoren, met name door na een weddenschap met Triple H hun fictieve macht in te perken. Men dacht dat Orton Cena een handje zou toesteken, maar hij daagde niet op. "Team Authority" verloor met dank aan Dolph Ziggler van "Team Cena" alsmede dankzij een ultieme aanval van de legendarische WCW-worstelaar Sting, die aan het eind van het evenement de fans en de waarnemers verbaasde met een optreden en zijn debuut voor WWE. Ziggler won de wedstrijd voor zijn team.
Orton voelde zo gesproken (fictief) aan dat Rollins, destijds de Money in the Bank-houder, was uitgegroeid tot de nieuwe 'posterboy' van de federatie en dat zorgde volgens de verhaallijn voor ongenoegen bij de geroutineerde Orton. Orton vond dat zijn lange carrière en zijn harde werk voor de federatie niet meer werd gerespecteerd door Triple H en co. Rollins werd beschermd door Triple H en Orton wilde Rollins op zijn plaats zetten bij het evenement WrestleMania 31 op 29 maart 2015. Orton versloeg Rollins bij het evenement , waarna Rollins later op de avond zijn Money in the Bank-koffer indiende tijdens de belangrijkste wedstrijd tussen WWE World Heavyweight Champion Brock Lesnar en diens uitdager Roman Reigns. Rollins keerde huiswaarts als de nieuwe kampioen.
Orton leed een nederlaag tegen Rollins in een steel cage match bij het evenement Extreme Rules. Rollins en "The Authority" verbonden een aantal voorwaarden aan de wedstrijd om het Orton zo moeilijk mogelijk te maken. Zo was Ortons finisher "RKO" verboden en bleef de imposante Kane bij de deur van de stalen kooi zodat Orton niet kon ontsnappen (NB: men wint de wedstrijd zodra de kooi wordt verlaten of indien men over de kooi heen klimt). Bij het evenement Payback lukte het Orton niet om het WWE World Heavyweight Championship te veroveren. Orton werd door Rollins verslagen in een "Fatal 4 Way match". Roman Reigns en Dean Ambrose waren Rollins' andere uitdagers (een mini-reünie van The Shield, maar dan als tegenstanders).

#### The Wyatt Family & WWE Championship (2016-2017)

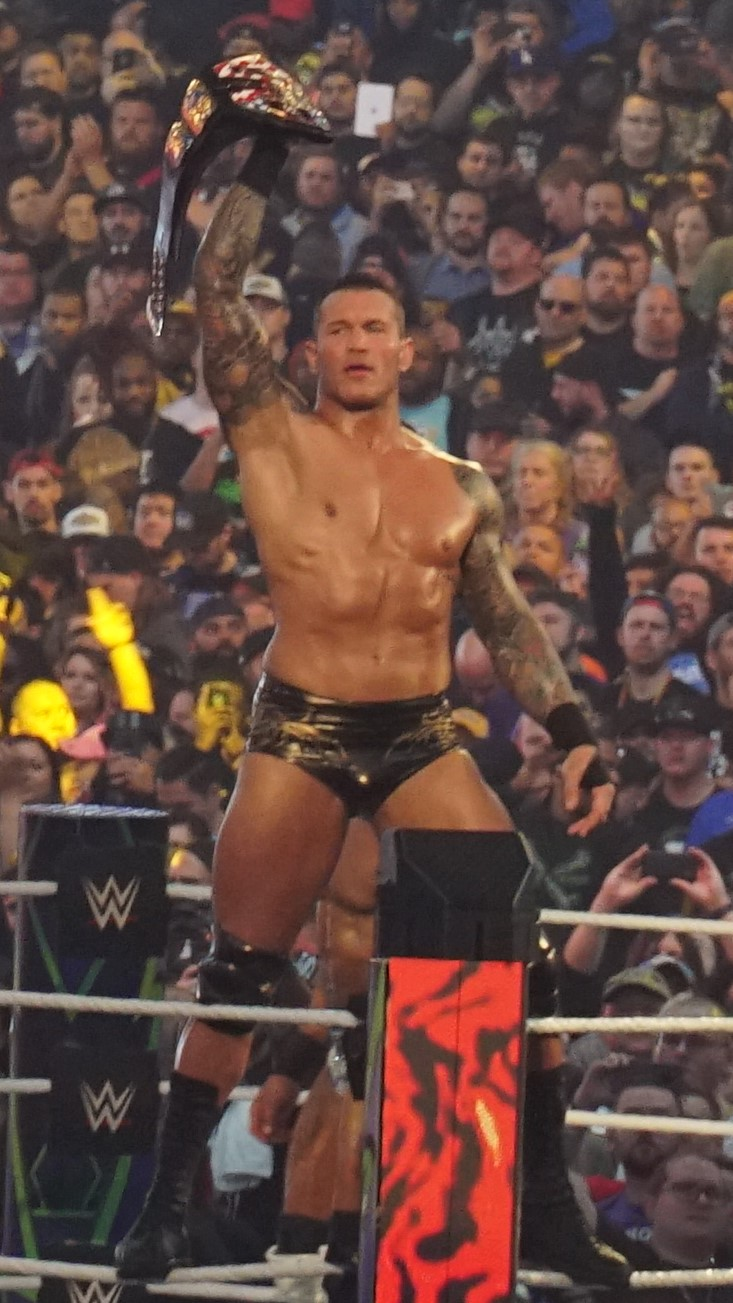
Randy Orton als WWE United States Champion bij het evenement WrestleMania 34 in 2018

In de winter van 2016 raakte Orton geblesseerd en miste het evenement WrestleMania 32 met een schouderblessure  (waardoor hij in januari 2016 ook het evenement Royal Rumble moest missen ), waarna hij terugkeerde en vanaf oktober 2016 een half jaar lid was van The Wyatt Family. In die hoedanigheid werkte "The Apex Predator" samen met Bray Wyatt, maar Orton zou Wyatt verraden in het voorjaar van 2017. Orton en Wyatt wonnen samen het WWE SmackDown Tag Team Championship met een overwinning tegen de kampioenen Heath Slater en Rhyno bij het evenement Tables, Ladders and Chairs in december 2016. Op 27 december 2016 verloren Orton en Luke Harper, die tevens lid was van "The Wyatt Family", het WWE SmackDown Tag Team Championship aan "American Alpha" (Chad Gable en Jason Jordan).
In augustus 2016 werd Orton verslagen door Brock Lesnar via knock out, met name bij het evenement SummerSlam. Dit was zijn eerste wedstrijd van het jaar 2016. Hoewel hij Lesnar met enig machtsvertoon had uitgedaagd. Op dat moment was Orton nog geen lid van The Wyatt Family en baarden zijn schouderproblemen de federatie zorgen. Op 29 januari 2017 won Orton voor de tweede keer in zijn carrière de Royal Rumble. Hij moest het vervolgens opnemen tegen A.J. Styles en de winnaar zou Wyatt uitdagen bij het evenement WrestleMania 33 voor het WWE Championship. Orton werd de voornaamste uitdager van Wyatt, ten nadele van A.J. Styles. Indien hij had verloren, was hij zijn Royal Rumble-voordeel kwijtgespeeld aan Styles. Bij het evenement versloeg hij Wyatt en bemachtigde voor de dertiende keer in zijn loopbaan het WWE Championship.
Orton kreeg vanaf de late lente van 2017 ruzie met de Indische worstelaar Jinder Mahal. Mahal daagde Orton uit voor zijn WWE Championship. Orton verspeelde de titel aan Jinder Mahal bij het evenement Backlash. Orton kreeg een herkansing bij het evenement Battleground op 23 juli 2017, maar Mahal mocht daarbij de stipulatie van de wedstrijd bepalen. Mahal koos ervoor de "Punjabi Prison Match", gelijkaardig aan een Hell in a Cell Match.
In de "Punjabi Prison Match" werd Orton verslagen door Mahal wegens bemoeienissen door de wederoptredende Indische superzwaargewicht The Great Khali die Mahal kwam helpen. Menig waarnemer stelde in 2018 dat "de verhaallijn tussen Randy Orton en Jinder Mahal aansleepte" en dat "Randy Orton gezichtsverlies had geleden en zijn charisma van weleer was verloren" en dat Orton-Mahal "het dieptepunt uit zijn loopbaan was" vanwege de twee [gesimuleerde] nederlagen. Op het van oorsprong Duitse professioneel worstelforum Cagematch kreeg de "Punjabi Prison match" tussen Orton en Mahal een gemiddelde beoordeling van 1,9 op 10. In augustus 2017 belandde Orton in een verhaallijn met de Bulgaarse worstelaar Rusev. De twee vochten het een eerste keer uit bij het evenement SummerSlam, waar Orton na tien seconden won. Eind september 2017 versloeg Orton Rusev opnieuw bij het evenement Hell in a Cell.
Eind november 2017 werd Orton opgenomen in "Team Tuesday Night SmackDown! Live" van Shane McMahon voor de traditionele 5-tegen-5 eliminatiewedstrijd bij het evenement Survivor Series tegen "Team Monday Night Raw", de andere belangrijke show van WWE. "Team SmackDown" bestond naast Orton uit McMahon, John Cena, Bobby Roode en de Japanse worstelaar Shinsuke Nakamura. Orton bleef als laatste over met McMahon, maar werd geëlimineerd door de imposante Braun Strowman van "Team Raw". Triple H, lid van "Team Raw, elimineerde zijn (echte) zwager McMahon. Triple H won de wedstrijd voor "Team Raw".

#### Grand Slam en verschillende verhaallijnen (2018-2020)
Eind januari 2018 nam Orton zoals het voorgaande jaar deel aan de Royal Rumble bij het gelijknamig evenement, maar werd geëlimineerd door Roman Reigns en kon zijn winst van 2017 niet verdedigen of verlengen. "The Apex Predator" focuste op het WWE United States Championship, een kampioenschap waar hij meer dan tien jaar lang niet voor had gestreden. Orton provoceerde Bobby Roode en versloeg Roode bij het evenement Fastlane in februari 2018, waardoor "The Viper" op 37-jarige leeftijd het ereteken Grand Slam Championship voltooide. Op 16 september 2018 worstelde Orton een opmerkelijke Hell in a Cell match tegen Jeff Hardy, waarin hij met een schroevendraaier een diepe snee trok in Hardy's oorlel, een soort gedrag eigen aan zijn slangachtige "Viper"-persona. Orton won de wedstrijd. Op 4 januari 2021 zou Orton de stunt nog eens herhalen tijdens een aflevering van Monday Night Raw. Hij nam het oor van Hardy met andere woorden opnieuw agressief onder handen.
Orton verloor in februari 2019 een Elimination Chamber match voor het WWE Championship. Titelverdediger Daniel Bryan kaapte de zege weg tegen Orton en vier andere worstelaars, onder wie Jeff Hardy en Kofi Kingston. Op 7 april 2019 worstelde Orton tegen A.J. Styles bij het evenement WrestleMania 35, maar verloor. Op 19 mei 2019 nam Orton deel aan de Money in the Bank ladder match bij het gelijknamig evenement, maar hij verloor. Brock Lesnar was de winnaar. Op 7 juni 2019 versloeg Orton zijn 'leermeester' Triple H, met name bij het evenement Super ShowDown. In augustus 2019 eindigde een wedstrijd tussen Orton en WWE Champion Kofi Kingston bij het evenement SummerSlam in een double count-out, waardoor Kingston kampioen bleef.
Op 26 januari 2020 keerde Edge na negen jaar terug als professioneel worstelaar. Edge schakelde Orton die dag uit bij de traditionele Royal Rumble. Een dag later nam Orton revanche en takelde Edge dusdanig toe dat hij (kayfabe) in een ambulance moest worden weggevoerd. Bij het evenement WrestleMania 36 verloor hij op de tweede dag, 5 april 2020, van Edge.
Medio juni 2020 versloeg hij Edge bij het evenement Backlash, een wedstrijd die gewaagd werd gepromoot als de "Greatest Wrestling Match Ever".

#### Veertienvoudig WWE Champion (2020-2021)
Op 25 oktober 2020 won Orton voor de veertiende keer het WWE Championship door Drew McIntyre te verslaan in een Hell in a Cell match bij het gelijknamige evenement. Orton verloor het kampioenschap opnieuw aan McIntyre tijdens een uitzending van het maandagavondprogramma Raw medio november 2020.
Medio 2020 bracht Orton "The Legend Killer" officieel doch slechts even opnieuw tot leven, hoewel Orton eerder een kruising leek te spelen van zijn "Viper" en "Legend Killer"-persona's.
Op 31 januari 2021 nam Orton deel aan de traditionele Royal Rumble. Hij werd als laatste geëlimineerd door Edge, die de Rumble net als Orton voor de tweede maal zou winnen. Orton en Edge waren de eerste twee deelnemers op een totaal van 30, hoewel Orton even uit de wedstrijd verdween door een (kayfabe) blessure (zonder geëlimineerd te worden). Op 21 februari 2021 was Orton een van de vijf uitdagers van WWE Champion Drew McIntyre in een Elimination Chamber match bij het gelijknamig evenement. Echter, Orton werd als eerste geëlimineerd door Kofi Kingston. Zes (voormalige) WWE Champions kruisten bij het evenement de degens: Orton, McIntyre, Kingston, Sheamus, Jeff Hardy en A.J. Styles. McIntyre versloeg Orton en de anderen, maar verloor het WWE Championship na de wedstrijd aan The Miz. Bobby Lashley viel McIntyre aan en The Miz gebruikte vervolgens zijn Money in the Bank-voordeel en werd kampioen.

#### Tag team met Riddle: "RK-Bro" (2021-heden)
Vanaf de zomer van 2021 vormde Orton een tag team. De laatste keer dat dit gebeurde was in 2016–2017, toen hij lid was van The Wyatt Family. Zijn partner werd Riddle, een op het eerste gezicht vreemd ogende combinatie die toch werd geapprecieerd door fans. Het idee kwam van Matt Riddle. Het management van WWE stemde toe, maar Orton twijfelde lange tijd. Het personage Riddle (uitgebeeld door worstelaar Matt Riddle) is een surfer die stoned is. Dat dit bijzonder strijdig was met Randy Orton creëerde naderhand een komisch effect en de tegenstrijdigheid van hun personages bleek chemie te bevatten. Het duo werd anno 2022 bijna zo populair als Orton en Edge in 2006–2007 (Rated-RKO). Orton en Riddle laten zich RK-Bro noemen, naar alweer de "RKO" van Orton én de bijnaam van Riddle. Op 21 augustus 2021 wonnen Orton en Riddle het WWE Raw Tag Team Championship van AJ Styles en Omos bij het evenement SummerSlam.
Orton en Riddle verloren de titelriemen aan "Alpha Academy" (Chad Gable en Otis) tijdens een aflevering van Monday Night Raw op 10 januari 2022. Op 7 maart 2022 heroverden ze het WWE Raw Tag Team Championship, tijdens een aflevering van Raw. Orton en Riddle versloegen, naast de regerende kampioenen "Alpha Academy" (Chad Gable en Otis), ook Seth Rollins en Kevin Owens in een "Triple Threat Tag Team match". Orton en Riddle verlengden hun regeerperiode als WWE Raw Tag Team Champions bij het evenement WrestleMania 38 op 3 april 2022. Ze versloegen "Alpha Academy" (Gable & Otis) en The Street Profits (Montez Ford & Angelo Dawkins).

## In het worstelen
- Finishers

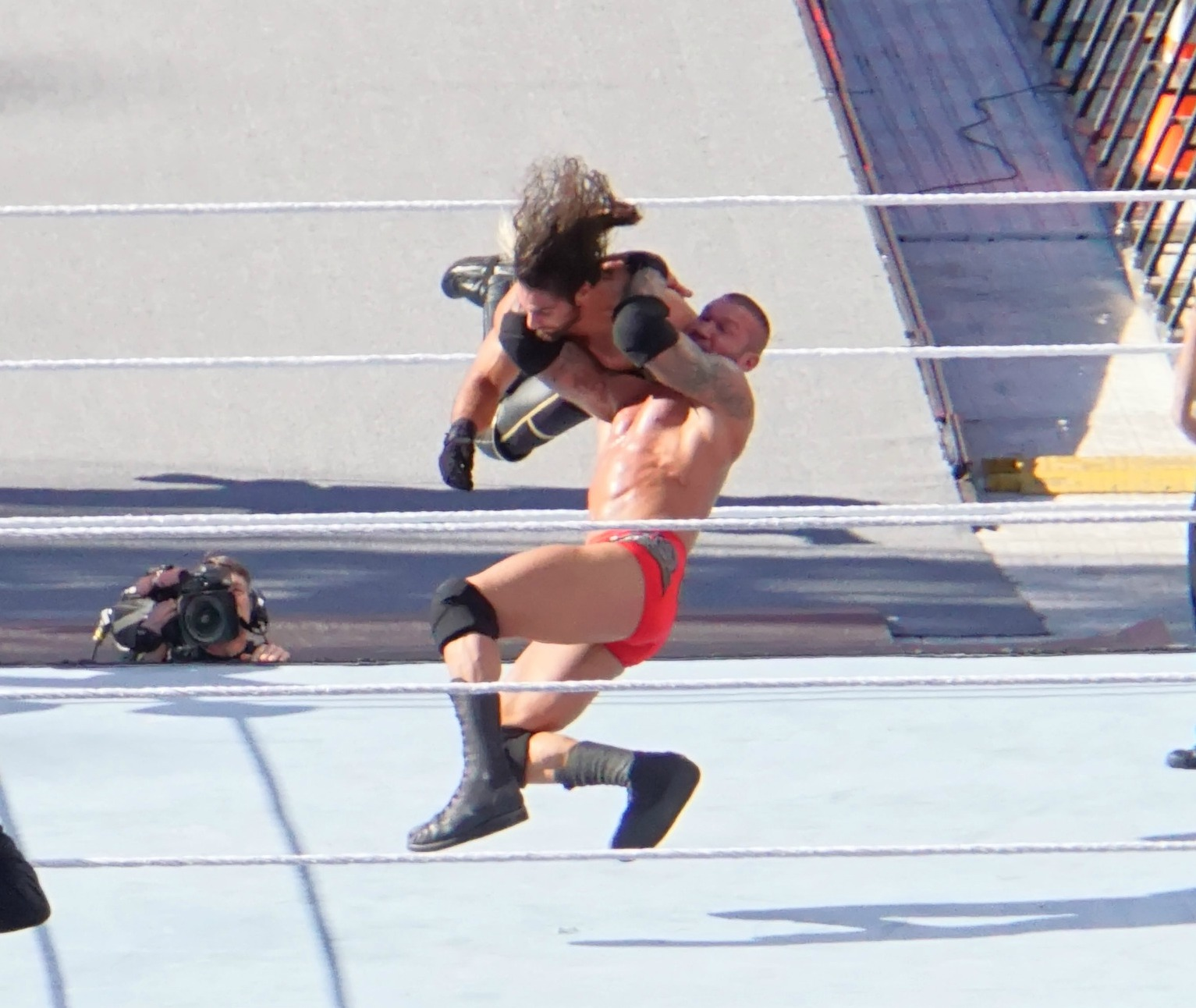
Randy Orton voert een "RKO" uit op Seth Rollins bij WrestleMania 31

  - RKO (Jumping cutter, gebruikt ook een verhoogde versie van de bovenste touwen)
  - "Punt Kick" (Een trap tegen het gezicht)
  - O-Zone (Overdrive) - in 2002
- Signature moves
  - Verhoogde DDT
  - Europese uppercut
  - Frog splash stijl vliegende crossbody
  - Gutwrench verhoogde neckbreaker
  - Knee drop
  - Lou Thesz press
  - Staande Dropkick
  - Stretch backbreaker
  - Wheelbarrow suplex
  - Wrenching rear chinlock
  - Punt kick (trap tegen het hoofd)
  - Hangman's DDT ( DDT met voeten van de tegenstander op het tweede ringtouw)
- Managers
  - Ric Flair
  - "Cowboy" Bob Orton
  - Lita
  - Stacy Keibler
- Bijnamen
  - "The Legend Killer"
  - "The Viper"
  -  "The Apex Predator"
  - "The best there ever will be"

## Prestaties
- Ohio Valley Wrestling
  - OVW Hardcore Championship (2 keer)
- Pro Wrestling Illustrated
  - PWI Rookie of the Year (2001)
  - PWI Most Improved Wrestler of the Year (2004)
  - PWI Most Hated Wrestler of the Year (2007, 2009)
  - PWI Wrestler of the Year (2009, 2010)
  - PWI Feud of the Year (2009) vs. Triple H
  - PWI Most Popular Wrestler of the Year (2010)
- World Wrestling Entertainment
  - WWE Championship (10 keer)
  - WWE World Heavyweight Championship (4 keer, de jongste en laatste titelbehouder)
  - WWE Intercontinental Championship (1 keer)
  - WWE United States Championship (1 keer)
  - WWE World Tag Team Championship (1 keer met Edge)
  - WWE Raw Tag Team Championship (2 keer met Riddle als RK-Bro)
  - WWE Smackdown! Live Tag Team Championship (1 keer met Bray Wyatt en Luke Harper)
  - Royal Rumble (2 keer, 2009 en 2017)
  - Triple Crown Championship (17de)
  - Grand Slam Championship (22ste)
- Wrestling Observer Newsletter
  - Most Improved Wrestler of the Year (2004)

## Top-10 hoogst gequoteerde wedstrijden
Hieronder volgt een lijst op basis van beoordelingen van wedstrijden van Randy Orton  door journalist Dave Meltzer van Wrestling Observer Newsletter, het hoogst aangeschreven tijdschrift over professioneel worstelen ter wereld:
| Evenement                              | Datum            | Kampioenschap (optioneel)          | Wedstrijd | Winnaar           | Beoordeling door WON |
| -------------------------------------- | ---------------- | ---------------------------------- | --- | ----------------- | -------------------- |
| WWE Backlash 2004                      | 18 april 2004    | WWE Intercontinental Championship  | Randy Orton (c) vs. "Cactus Jack" Mick Foley | Randy Orton (c)   | **** ½               |
| WWE Backlash 2007                      | 29 april 2007    | WWE Championship                   | John Cena (c) vs. Edge vs. Shawn Michaels vs. Randy Orton | John Cena (c)     | **** ½               |
| WrestleMania 30                        | 6 april 2014     | WWE World Heavyweight Championship | Randy Orton (c) vs. Batista vs. Daniel Bryan | Daniel Bryan (nc) | **** ½               |
| WWE Extreme Rules 2014                 | 4 mei 2014       | n.v.t.                             | Evolution (Triple H, Batista & Randy Orton) vs. The Shield (Dean Ambrose, Seth Rollins & Roman Reigns)                                                                     | The Shield        | **** ½               |
| WWE Survivor Series 2016               | 20 november 2016 | n.v.t.                             | Team SmackDown (A.J. Styles, Bray Wyatt, Dean Ambrose, Shane McMahon & Randy Orton) vs. Team Raw (Braun Strowman, Chris Jericho, Kevin Owens, Roman Reigns & Seth Rollins) | Team SmackDown    | **** ½               |
| WWE Elimination Chamber 2019           | 17 februari 2019 | WWE Championship                   | Daniel Bryan (c) vs. A.J. Styles vs. Jeff Hardy vs. Kofi Kingston vs. Samoa Joe vs. Randy Orton in een Elimination Chamber match                                           | Daniel Bryan (c)  | **** ½               |
| WWE Money in the Bank 2019             | 19 mei 2019      | n.v.t.                             | Randy Orton vs. Brock Lesnar vs. Ali vs. Finn Bálor vs. Baron Corbin vs. Andrade vs. Drew McIntyre vs. Ricochet in een Money in the Bank Ladder Match                      | Brock Lesnar      | **** ½               |
| WWE Monday Night Raw (aflevering 1502) | 7 maart 2022     | WWE Raw Tag Team Championship      | Alpha Academy (Chad Gable & Otis) (c) vs. RK-Bro (Riddle & Randy Orton) vs. Seth Rollins & Kevin Owens                                                                     | RK-Bro (nc)       | **** ½               |
| WWE Survivor Series 2003               | 16 november 2003 | n.v.t.                             | Team Austin (Booker T, Bubba Ray Dudley, D-Von Dudley, Rob Van Dam & Shawn Michaels) vs. Team Bischoff (Randy Orton, Chris Jericho, Christian, Mark Henry & Scott Steiner) | Team Bischoff     | **** ¼               |

## Persoonlijk leven

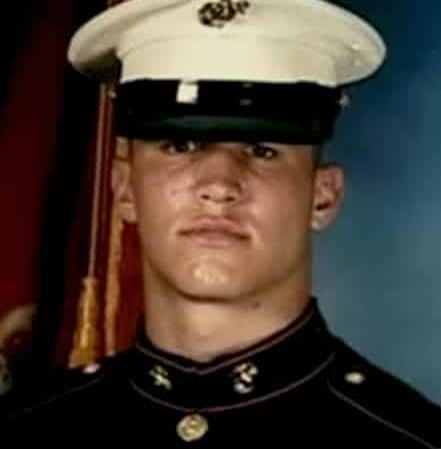
Randy Orton als marinier in 1998 of 1999

Orton heeft gediend in het marinierskorps van de Verenigde Staten. Hij werd na een jaar oneervol ontslagen, omdat hij tweemaal zonder toestemming was vertrokken alsmede een bevel van een officier niet had opgevolgd. Volgens de militaire wet werd Orton tot 38 dagen gevangenisstraf veroordeeld. Omdat dit voor de wetswijziging van 2002 was, kreeg Orton hierdoor geen strafblad.
Orton werd ervan beschuldigd collega's Amy Weber en Rochelle Loewen te hebben betast, waarna Weber opstapte. Loewen claimde dat hij haar bezittingen kapot had gemaakt en dat hij racistische opmerkingen had geuit. Ze noemde hem een beest. Ortons vriend Mark Jindrak heeft enkele aantijgingen van Loewen tenietgedaan in een interview met Voice of Wrestling en claimde dat Orton begin 2005 zijn excuses had aangeboden. Orton's toenmalige collega Christy Hemme heeft tevens ontkend dat ze wist van de aantijgingen in een interview met The Sun.
Orton heeft een hypermobiele schouder. Deze heeft hem dan ook al veel blessures opgebracht, die Orton zelf en WWE doorheen de jaren zorgen hebben gebaard.
Hij heeft verschillende tatoeages op zijn bovenlichaam. Op zijn rug, onder zijn nek, staat iets wat lijkt op een uil van schouderblad tot schouderblad. Op zijn boven-en onderarmen staan wat hij noemt de "Tribal"-tatoeages. Hij liet de tatoeages al vroeg plaatsen toen hij actief was in Ohio Valley Wrestling, maar gaf al aan dat de tatoeages "niets betekenen". Op zijn rechterarm had Orton een tatoeage met de tekst "United States Marine Corps", maar heeft de tatoeage verborgen na zijn ontslag bij de marine begin jaren 2000. In de periode 2008–2009 voegde Orton een aantal tatoeages toe, dewelke onder zijn eerste "Tribal"-tatoeages door lopen. Hij heeft achteraan op zijn rechterarm een deel van een Bijbelvers (Petrus 5:8): "Wees nuchter, wees waakzaam; want uw tegenstander, de duivel, loopt rond als een brullende leeuw, zoekende wie hij kan verslinden." Op zijn linkerarm heeft Orton een tatoeage gewijd aan zijn kroost in de vorm van een roos. Onder de rode en groene bloem staat de naam van zijn dochter Alanna met de geboortedatum van zijn dochter in Romeinse cijfers eronder.
In november 2005 maakte Orton bekend dat hij verloofd was met zijn vriendin Samantha Speno. Op 21 september 2007 is Orton getrouwd met zijn verloofde. In 2008 kreeg het stel een dochter.
Begin juli 2013 werd bekendgemaakt dat het huwelijk van Orton ten einde was, het stel zou al geruime tijd gescheiden hebben geleefd.